# マーレ・グラッシア大三島
マーレ・グラッシア大三島（マーレ・グラッシアおおみしま）は、愛媛県今治市大三島町にある温浴施設。株式会社マーレが指定管理者として管理･運営を行っている。

## 概要
海水をそのまま利用し、タラソテラピー（海洋療法）の考え方を取り入れた海水風呂のある総合リラクゼーション施設である。海のそばにあり、露天風呂や健康増進室からは瀬戸内海を眺めることができる。
大三島町（現：今治市）が町民の健康増進と健康回復を図り、交流と憩いの場、町の新しい観光拠点を目指して整備した。古くから皮膚疾患に効果があるとされている海水の風呂や潮風が心地よい露天風呂、サウナなど、7種類の風呂とレストラン、物産館などが完備された。2003年には改修工事が行われ、海を望む展望風呂が新設されるとともに露天風呂にジェット噴流が8基据付けられた。

## 館内設備
- 浴場
- 売店
- レストラン
- 研修室
- 和室

## アクセス
- 西瀬戸自動車道大三島インターチェンジより車で約15分。
- 瀬戸内海交通「宮窪農協」停留所で下車して、徒歩で約15分。